# Low-ball
Low-ball je přesvědčovací a prodejní technika založená na nabídce zboží (služby) za cenu, za kterou ho ve skutečnosti nemáme v plánu prodat. Po souhlasu zákazníka je pak cena z nějakého důvodu zvýšena nebo podmínky změněny v neprospěch zákazníka.

## Příklad použití
- Nabídnout lákavou cenu, kterou klient neodmítne.
- Získat ideálně veřejný a písemný souhlas, zálohu a podobně.
- Vysvětlit zákazníkovi, že dohoda byla uskutečněna jen z jeho svobodné vůle.
- Změnit smlouvu/cenu v náš prospěch. Jako důvod lze uvést například chybu při výpočtu nebo špatný odhad. Zákazník, který už se sžil s produktem a rozhodnutím ho koupit by neměl vycouvat.

Robert Cialdini popisuje ve své knize Zbraně vlivu tuto taktiku v podání prodejců aut v USA, kdy je zákazníkovi vůz poskytnut ještě před podpisem smlouvy, aby se v něm projel a pochlubil se rodině a kolegům a poté je mu oznámena chyba a zvýšení ceny.